# Eloína Echevarría
Eloína Echevarría (Cuba, 23 de agosto de 1961-30 de marzo de 2025) fue una atleta cubana especialista en salto de longitud y salto triple.

## Resultados
| Año                  | Competición                             | Sede                                | Posición             | Evento               | Registro             |
| Representando a Cuba | Representando a Cuba                    | Representando a Cuba                | Representando a Cuba | Representando a Cuba | Representando a Cuba |
| -------------------- | --------------------------------------- | ----------------------------------- | -------------------- | -------------------- | -------------------- |
| 1978                 | Juegos Centroamericanos y del Caribe    | Medellín, Colombia                  | 3°                   | Salto de longitud    | 6.12 m               |
| 1979                 | Juegos Panamericanos                    | San Juan, Puerto Rico               | 3°                   | Salto de longitud    | 6.27 m               |
| 1979                 | Copa del Mundo                          | Montreal, Canadá                    | 4°                   | Salto de longitud    | 6.25 m1              |
| 1981                 | Campeonato Centroamericano y del Caribe | Santo Domingo, República Dominicana | 2°                   | Salto de longitud    | 6.29 m               |
| 1981                 | Universiadas                            | Bucarest, Rumania                   | 4°                   | Salto de longitud    | 6.58 m               |
| 1982                 | Juegos Centroamericanos y del Caribe    | La Habana, Cuba                     | 1°                   | Salto de longitud    | 6.53 m               |
| 1983                 | Juegos Panamericanos                    | Caracas, Venezuela                  | 2°                   | Salto de longitud    | 6.61 m               |
| 1983                 | Campeonato Iberoamericano               | Barcelona, España                   | 1°                   | Salto de longitud    | 6.49 m (+1.9 m/s)    |
| 1985                 | Juegos Centroamericanos y del Caribe    | Nassau, Bahamas                     | 2°                   | Salto de longitud    | 6.41 m w             |
| 1985                 | Universiadas                            | Kobe, Japón                         | 4°                   | Salto de longitud    | 6.58 m               |
| 1986                 | Juegos Centroamericanos y del Caribe    | Santiago, República Dominicana      | 1°                   | Salto de longitud    | 6.61 m               |
| 1986                 | Campeonato Iberoamericano               | La Habana, Cuba                     | 1°                   | Salto de longitud    | 6.29 m (+1.2 m/s)    |
| 1987                 | Juegos Panamericanos                    | Indianapolis, Estados Unidos        | 3°                   | Salto de longitud    | 6.42 m               |
| 1989                 | Juegos Centroamericanos y del Caribe    | San Juan, Puerto Rico               | 1°                   | Salto de longitud    | 6.59 m               |
| 1990                 | Juegos Centroamericanos y del Caribe    | Mexico DF, Mexico                   | 2°                   | Salto de longitud    | 6.40 m w A           |
| 1991                 | Juegos Panamericanos                    | La Habana, Cuba                     | 2°                   | Salto de longitud    | 6.60 m w             |
| 1992                 | Copa del Mundo                          | La Habana, Cuba                     | 3°                   | Salto triple         | 13.45 m1             |
| 1993                 | Campeonato Mundial Bajo Techo           | Toronto, Canadá                     | 8°                   | Salto triple         | 13.77 m              |
| 1993                 | Campeonato Centroamericano y del Caribe | Cali, Colombia                      | 2°                   | Salto de longitud    | 6.28 m               |
| 1993                 | Campeonato Centroamericano y del Caribe | Cali, Colombia                      | 2°                   | Salto triple         | 13.63 m              |
| 1993                 | Juegos Centroamericanos y del Caribe    | Ponce, Puerto Rico                  | 2°                   | Salto de longitud    | 5.91 m w             |
| 1993                 | Juegos Centroamericanos y del Caribe    | Ponce, Puerto Rico                  | 2°                   | Salto triple         | 13.02 m              |
| 1995                 | Campeonato Centroamericano y del Caribe | Ciudad de Guatemala, Guatemala      | 2°                   | Salto triple         | 13.96 m A            |

1También representó a América